# Râul Peșteana, Tismana
Râul Peșteana este un curs de apă, afluent al râului Tismana.